# Scirtes orbiculatus
Scirtes orbiculatus là một loài bọ cánh cứng trong họ Scirtidae. Loài này được Fabricius miêu tả khoa học năm 1801.